# Санфорд (місячний кратер)
Кратер Санфорд (лат. Sanford) — великий стародавній метеоритний кратер у північній півкулі зворотного боку Місяця. Назву кратеру присвоєно на честь американського астронома Роско Френка Сенфорда (1883—1958) й затверджено Міжнародним астрономічним союзом у 1970 році. Утворення кратера відбулося у нектарському періоді.

## Опис кратера

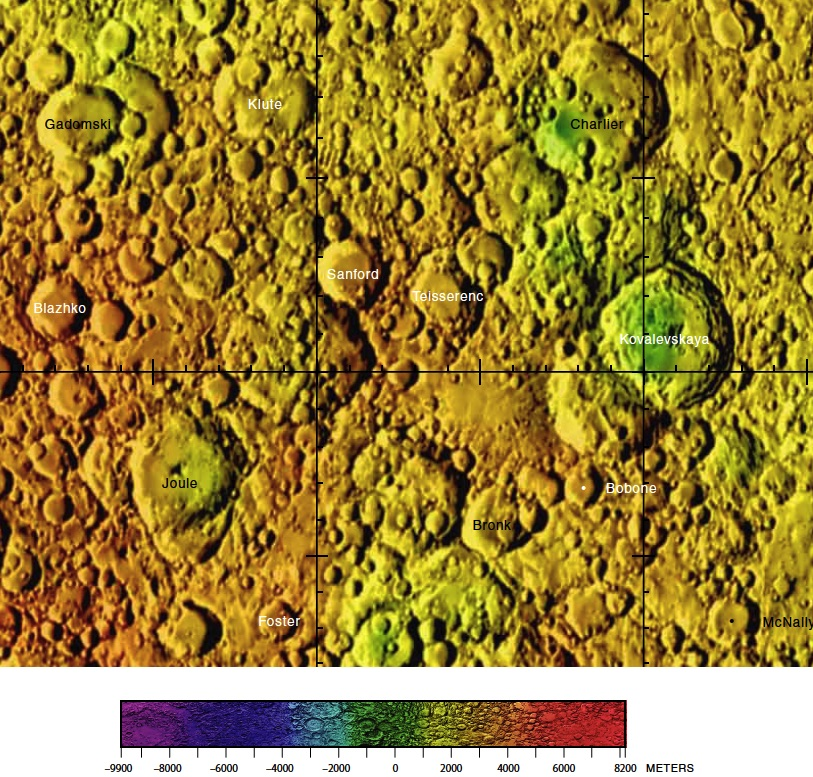
Околиці кратера Санфорд. Фрагмент мапи зворотного боку Місяця

Найближчими сусідами кратера є кратер Клют на півночі північному заході; кратер Тейсерен на сході; кратер Бронк на південному сході і кратер Джоуль на південному заході. Селенографічні координати центра кратера 32°23′ пн. ш. 139°13′ зх. д. / 32.38° пн. ш. 139.21° зх. д., діаметр 55,1 км, глибина 2,4 км.
Кратер Санфорд має форму, близьку до циркулярної й значно зруйнований за тривалий час свого існування. Вал згладжений, східна частина валу відзначена парою маленьких кратерів, до північно-західної частини валу прилягають сателітні кратери Санфорд W і Санфорд Y. Внутрішній схил гладкий, у південно-східній частині відзначений маленьким кратером. Висота валу над навколишньою місцевістю сягає 1170 м, об'єм кратера становить приблизно 2500 км³. Дно чаші рівне, біля підніжжя західної частини внутрішнього схилу видно залишки невеликого кратера.

## Сателітні кратери

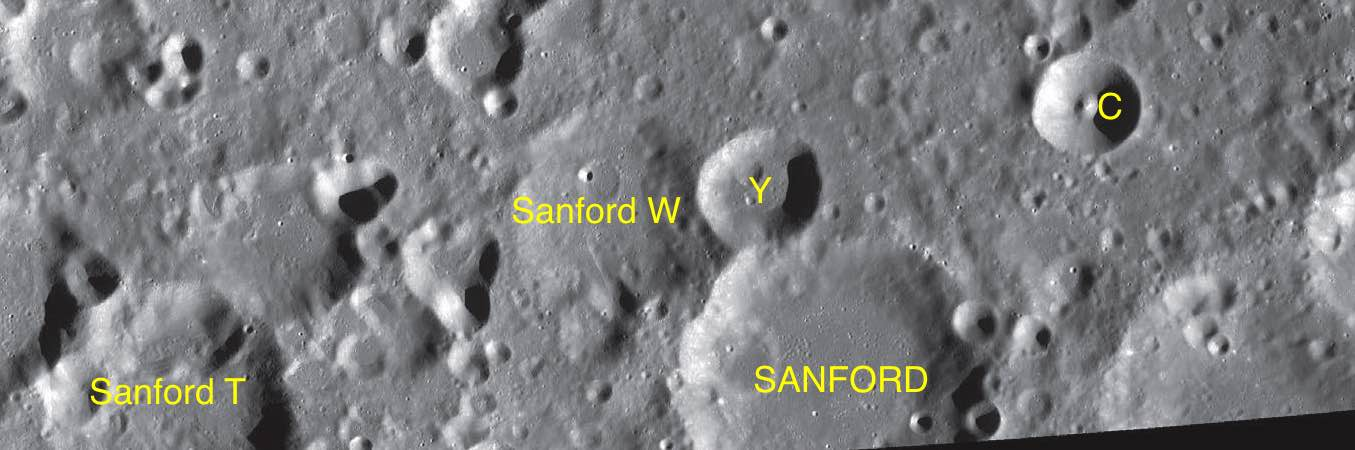
Фрагмент мапи LAC-34.

| Санфорд | Координати                                                  | Діаметр, км |
| ------- | ----------------------------------------------------------- | ----------- |
| C       | 33°52′ пн. ш. 137°23′ зх. д. / 33.87° пн. ш. 137.38° зх. д. | 18,5        |
| T       | 32°26′ пн. ш. 143°42′ зх. д. / 32.43° пн. ш. 143.7° зх. д.  | 42,5        |
| W       | 33°26′ пн. ш. 140°36′ зх. д. / 33.43° пн. ш. 140.6° зх. д.  | 38,2        |
| Y       | 33°31′ пн. ш. 139°38′ зх. д. / 33.52° пн. ш. 139.64° зх. д. | 21,2        |